# 絹延橋
絹延橋（きぬのべばし）は、淀川水系の猪名川に架かる橋である。大阪府池田市木部町の最西部に位置する。

## 概要
橋の名称は、呉織と漢織が機を織り染色を行い、猪名川で水洗いをして、川原で絹を延べたという伝承に由来する。橋の長さは 92.0 メートルであり、幅員は 8.25 メートルである。大阪府道112号絹延橋停車場線が通っている。車線の数は、2車線である。橋の中央付近には、張り出したスペースが作られており、石で造られた椅子が2台設置されている。椅子には、帆掛け船をかたどったデザインが入れられている。猪名川の河口から 11.6 キロメートルの地点に架橋されている。
西詰から 20 メートルほど西へ行くと、兵庫県との府県境があり（この県境は2010年の絹延橋の架替までは小川が流れており、「絹延小橋」が架かっていた。現在は暗渠となっている。）、そこから 30 メートルほど西へ行くと、川西市絹延町に位置する絹延橋駅がある。およそ 700 メートルほど上流には、猪名川と余野川の合流点がある。下流には、近い順に、新猪名川大橋、中橋、呉服橋、阪急宝塚線猪名川橋梁、猪名川第1橋梁、中国自動車道猪名川橋、軍行橋、桑津橋、神津大橋が架かっている。

## 由来
もともとは、簡素な木造の橋であった。橋は、洪水が発生するたびに流失していたため、「流れ橋」と呼称されていた。1922年（大正11年）5月には、細河村によって、長さ 42.5 メートル、幅 2 メートルの橋に架け替えられたが、半年も経たないうちに流されている。
1930年（昭和5年）に、橋の架け替え工事が着工され、1931年（昭和6年）10月7日に工事が完成され、同月9日に開通式が行われている。橋脚がコンクリートで造られた橋であり、橋梁形式は、3径間連続非合成鈑桁橋、全長は 64.5 メートル、幅は 5.8 メートル、主桁間隔は 5.7 メートルであり、灯籠の形をした電灯が設けられていた。
2006年度（平成18年度）より、橋の架け替え工事が開始される。この工事は、猪名川流域の河川改修事業にあわせて実施された。2010年（平成22年）7月3日に、大阪府の池田土木事務所によって開通式が行われ、同月6日に供用が開始される。

## 交通アクセス・周辺
阪急電鉄池田駅からは、北へ 1.5 キロメートルほどのところにある。北へ 800 メートルほど行ったところに、木部会館の他に、永興寺や紀部神宮などがある。北へ 1.4 キロメートルほど行ったところに、JA大阪北部細河支店がある。南へ 750 メートルほど行ったところに、いけだピアまるセンターがある。西へ 220 メートルほど行ったところに、川西美園郵便局がある。北西へ 550 メートルほど行ったところに、川西北保育所がある。